# Königreich Rheged

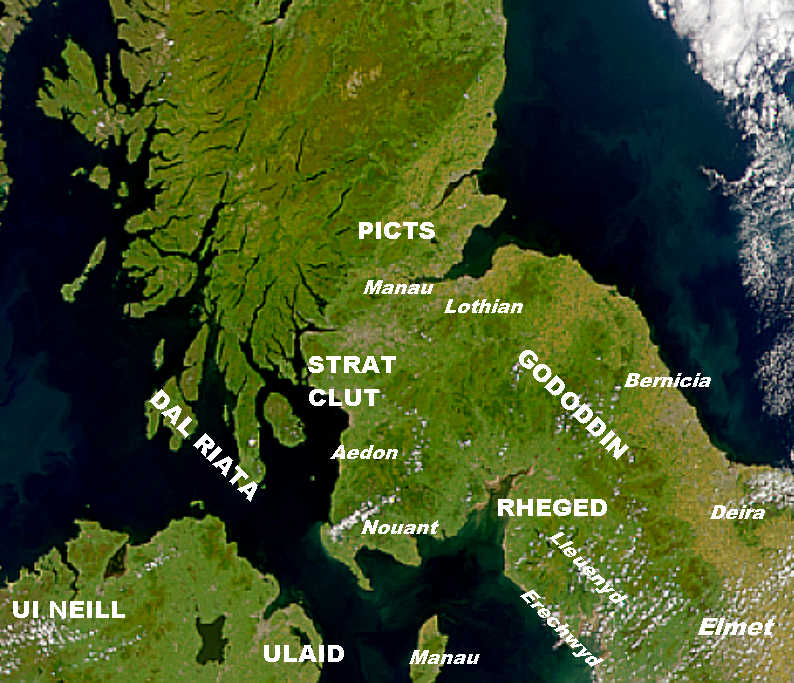
Das nördliche Britannien im 6. Jahrhundert

Das Königreich Rheged war ein  Königreich der Britonen im nachrömischen Britannien. In der Dichtung wird es zum sogenannten Hen Ogledd (walisisch für „Alter Norden“) gezählt. Die Bewohner Rhegeds sprachen Kumbrisch, eine mit dem Altwalisischen verwandte und heute ausgestorbene britannische Sprache.

## Lage und Ursprung
Rheged entwickelte sich aus der römischen civitas des Stamms der Carvettii. Die Carvettii waren in Cumbria beheimatet, wobei sich ihr Territorium bis zum Hadrianswall, Stainmore und dem zentralen Lake District erstreckte und das die Keimzelle von Rheged bildete, wobei die Carvettii nach dem Abzug der römischen Verwaltung unter einem neuen Stammnamen hervortraten.
Obwohl die genaue Ausdehnung Rhegeds in der Dichtung nicht beschrieben wird, wird davon ausgegangen, dass sich Rheged im Nordwesten Englands befand und sich bis in das südwestliche Schottland erstreckte. Das Zentrum des Königreichs lag in der traditionellen Grafschaft Westmorland, umfasste aber auch Teile der Grafschaften Cumberlands und Dumfries and Galloways. Die Nachbarn Rhegeds um 600 waren im Norden das britannische Königreich Strathclyde, im Nordosten das ebenfalls britannische Königreich Gododdin, im Osten das anglische Bernicia. Im Südosten grenzte Rheged an das anglische Deira und, bis zu dessen Eroberung durch Deira, an das britannische Königreich Elmet. Die Südgrenze Rhegeds scheint bis 616 ein britannisches Königreich gebildet zu haben. Ob dies jedoch Powys, Gwynedd oder Rhos war, ist angesichts der fehlenden Quellen nicht eindeutig zu bestimmen. Nach 616 war Northumbria, das aus der Vereinigung von Bernicia und Deira hervorgegangen war, jedenfalls auch der südliche Nachbar Rhegeds.

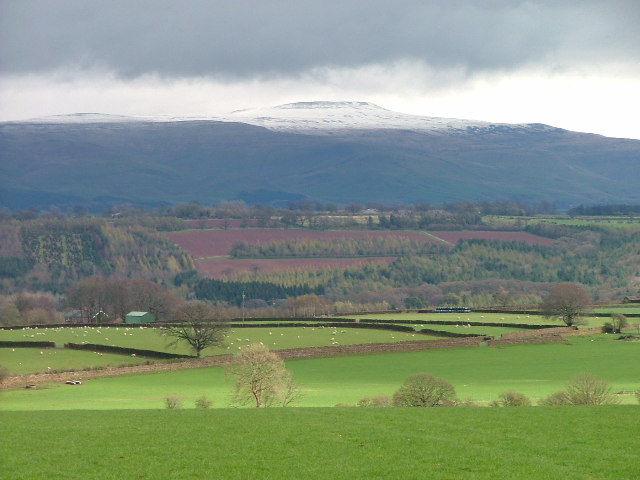
Das Tal des Flusses Eden im Herzen Rhegeds

Der Name des Königreichs Rheged erscheint regelmäßig als Zusatz bei der Nennung eines gewissen Urien in frühen walisischen Gedichten und Genealogien. Dessen militärischen Erfolge über das anglische Bernicia und dessen König Æthelfrith gegen Ende des 6. Jahrhunderts werden in der Historia Brittonum wiedergegeben, in der Urien als eine Art Großkönig dargestellt wird, der die Anführerschaft der britannischen Könige des Nordens im Krieg ausübte. In Gedichten Taliesins wird Urien als „Herrscher von Rheged“ gefeiert. Die Lage des Gebiets von Rheged im Nordwesten Englands wird durch die Erwähnung Uriens als „Herrscher von Llwyfynedd“, der mit dem Tal des heutigen Flusses Lyvennet identifiziert wird, belegt.
Das administrative Zentrum Rhegeds wurde allgemein in Cair Ligualid, dem heutigen Carlisle, dass sich von einer Niederlassung von ursprünglich militärischem Charakter in eine zivile Siedlung von regionaler Bedeutung entwickelt hatte, vermutet. Diese definitive Zuweisung Carlisles als Hauptort Rhegeds wurde allerdings bezweifelt und die Möglichkeit anderer Orte, nämlich Dunragit („Festung von Rheged“) oder Rerigonium/Penrionyd, welches sich in der Nähe von Loch Ryan befand, in Erwägung gezogen. Neue Ausgrabungen am Trusty's Hill Fort bei Gatehouse of Fleet verweisen nun darauf, dass das Zentrum dort gelegen hat.
Ergebnisse der Ortsnamenforschung deuten darauf hin, dass sich zu mindestens während eines gewissen Zeitraums seiner Geschichte Rheged bis nach Dumfries and Galloway ausdehnte, belegt durch den Ortsnamen Dunragit. Dass sich Rheged jedoch bis nach North Yorkshire in die Gegend um Catterick erstreckt haben soll, was durch die Erwähnung Uriens als „Herrscher von Catraeth“ impliziert wird, ist unmöglich und auf den Einfluss der Gododdin-Gedichte zurückzuführen. Genauso problematisch ist die Erwähnung eines Recedham im Domesday Book, was zur Annahme verleitete, Rheged könne sich bis in das südliche Lancashire in die Nähe des heutigen Greater Manchester erstreckt haben.

## Die Könige Rhegeds
Im Manuskript der sogenannten Harleian Genealogies, eine altwalisische Ahnentafel aufgezeichnet um 1100, wird die Herkunft Uriens auf den legendären Coel Hen zurückgeführt, der möglicherweise eine beherrschende Stellung im nördlichen Britannien des 5. Jahrhunderts gehabt haben mag. Von den in der Liste genannten Herrschern lassen sich allerdings nur drei durch andere Quellen verifizieren:
- Meirchion Gul – legendärer Herrscher des späten 5. und frühen 6. Jahrhunderts,[21]
- Cynfarch – Vater von
- Urien.

Nachkommen Uriens werden in späteren literarischen Quellen erwähnt:
- Owein fab Urien – fiel im Kampf gegen die Angelsachsen von Bernicia,[22]
- Rhun mab Urien – taufte Edwin von Northumbria,[23][24]
- Rhoedd – seine Tochter Rieinmellt heiratete Oswiu, König von Northumbria.[25]

Im mittelwalisischen Traktat „Die Herkunft der Männer des Nordens“ (Bonedd Gwŷr y Gogledd), dessen Manuskript aus dem späten 13. Jahrhundert stammt, der Text allerdings älter, nämlich aus dem 12. Jahrhundert, ist, wird eine andere Ahnentafel angegeben, in der ein gewisser Llywarch Hen, dessen Vater Elidyr Lydanwyn ein Sohn Meirchions war, neben Urien erscheint. Dies hat zur Vermutung verleitet, dass Rheged in eine nördliche und südliche Hälfte aufgeteilt gewesen sei, wobei sich die südliche Hälfte bis nach Lancashire und Cheshire erstreckt haben soll. Dies ist aus den spärlichen Quellen jedoch nicht abzuleiten.

## Irische Siedlung in Rheged
Es gibt Anzeichen irischer Präsenz in Rheged. Christliche Missionare aus Irland waren im nachrömischen Cumbria aktiv, auch wenn das Gebiet zur Zeit der römischen Herrschaft offiziell christlich gewesen war. Die irische Anwesenheit spiegelt sich im Namen mehrerer früher dem Heiligen Columba gewidmete Kirchen wider. Es scheint zudem wahrscheinlich, dass sich auch irische Händler, Piraten und Siedler ständig in Rheged aufgehalten haben.

## Das Ende Rhegeds
Zur Regierungszeit Æthelfriths von Bernicia in den ersten Jahrzehnten des 7. Jahrhunderts scheint Rheged noch selbständig gewesen zu sein. Nach der Vereinigung Bernicias mit Deira zum anglischen Königreich Northumbria im Laufe der ersten Hälfte des 7. Jahrhunderts wurde Rheged diesem eingegliedert. Es ist allerdings nicht deutlich auf welche Weise dies geschah. Rieinmellt, eine Tochter Rhoedd ap Rhuns, heiratete Oswiu wahrscheinlich vor 638, so dass die Möglichkeit besteht, die Übernahme Rhegeds durch Northumbria sei auf friedliche Weise geschehen, indem dieselbe Person, nämlich Oswiu, beide Reiche erbte.
Nach dem Aufgehen Rhegeds in Northumbria wurde das Kumbrische allmählich durch das Altenglische ersetzt, hielt sich in entlegenen Hochlandgegenden jedoch bis ins 12. Jahrhundert. Der britannische Charakter Rhegeds überlebte im Namen der früheren Grafschaft Cumberland und des heutigen Cumbria, die beide das Element Cymry enthalten.

## Rheged heute
Das Rheged Centre in der Nähe Penriths in Cumbria bietet neben touristischen, kulturellen und kulinarischen Angeboten der Region Ausstellungen und Filme zur Geschichte Rhegeds. Das Rheged Centre besitzt das größte mit Grassoden bedeckte Dach Europas.

### Sekundärliteratur
- Leslie Alcock: Arthur's Britain. History and Archaeology, AD 367–634. Harmondsworth, London 1973, ISBN 0-14-021396-1.
- Peter Clement Bartrum: A Welsh Classical Dictionary. People in History and Legend up to about A.D. 1000. National Library of Wales, Aberystwyth 1993, ISBN 0-907158-73-0.
- Peter Berresford Ellis: Celt and Saxon. Constable, London 1993, ISBN 0-09-472160-2.
- Ken Dark: Britain and the End of the Roman Empire. Tempus, Stroud 2000, ISBN 0-7524-2532-3.
- David N. Dumville: Kingship, Genealogies and Regnal Lists, in Peter H. Sawyer and Ian Wood (Hrsg.): Early Medieval Kingship, Leeds 1977, p. 72–104, ISBN 0-906200-00-8.
- Nicholas J. Higham: The Northern Counties to AD 1000. Longman, London 1986, ISBN 0-582-49275-0.
- Nicholas J. Higham: Rome, Britain and the Anglo-Saxons. Seaby, London 1992, ISBN 1-85264-022-7.
- Nicholas J. Higham: The Kingdom of Northumbria AD 350–1000. Sutton, Stroud 1993, ISBN 0-86299-730-5.
- Peter Hunter Blair: Roman Britain and Early England, 55 B.C.–A.D. 871. Thomas Nelson and Sons, Edinburgh 1963, ISBN 0-17-711044-9.
- John T. Koch: Celtic Culture: A Historical Encyclopedia, ABC-CLIO Ltd, Oxford 2006, ISBN 1-85109-440-7.
- Kenneth H. Jackson: Language and history in Early Britain. A Chronological Survey of the Brittonic Languages 1st to 12th c. A. D. Four Courts, Dublin 1953, ISBN 1-85182-140-6.
- Kenneth H. Jackson: Angles and Britons in Northumbria and Cumbria, in Henry Lewis (Hrsg.): Angles and Britons, University of Wales Press, Cardiff 1963, pp. 60–84
- Stephen Johnson: Later Roman Britain. Routledge and Kegan Paul, London 1980, ISBN 0-7100-0432-X.
- Mike McCarthy: Rheged: an Early Historic Kingdom near the Solway, in: Proceedings of the Society of Antiquaries of Scotland 132 (2002), pp. 357–381
- Patrick Sims-Williams: The Death of Urien, in: Cambrian Medieval Celtic Studies 32 (1996), p. 25–56
- Alfred Smyth: Warlords and Holy Men: AD 80–1000, Edward Arnold, London 1984, ISBN 0-7131-6305-4.
- Christopher A. Snyder: The Britons (Peoples of Europe). Blackwell, Oxford 2003, ISBN 0-631-22260-X.
- Ifor Williams (Hrsg.), The Poems of Taliesin. Dublin Institute for Advanced Studies, Dublin 1968